# Liquiçá

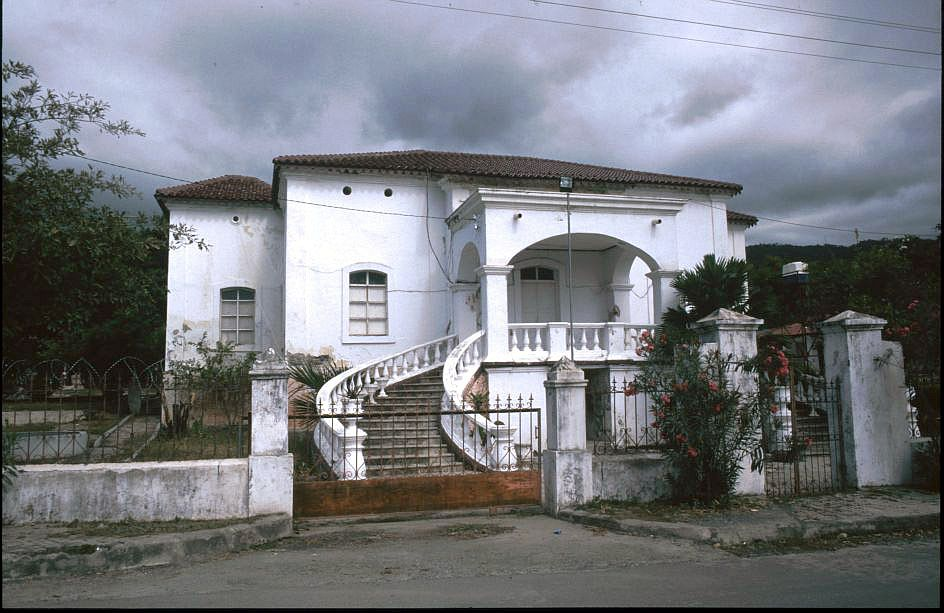
Liquiçá

Liquiçá (em tétum Likisá) é uma cidade costeira de Timor-Leste, 32 km a oeste de Díli, a capital do país. A cidade de Liquiçá tem 19 mil habitantes e é capital do município do mesmo nome.
Em Abril de 1999, na campanha de intimidação e violência que antecedeu o referendo sobre a independência, mais de 200 pessoas foram mortas na igreja de Liquiçá, quando membros da milícia Besi Merah Putih, apoiados por soldados e polícias indonésias, atacaram a igreja.